# Michaił Karpienko
Michaił Pantielejewicz Karpienko (ros. Михаил Пантелеевич Карпенко, ur. 25 października 1908 we wsi Kunta w guberni irkuckiej, zm. 16 października 1983) – radziecki polityk, minister produktów zbożowych Kazachskiej SRR (1958–1961), I sekretarz Komitetu Obwodowego KPK w Semipałatyńsku (1961–1970).
W 1928 ukończył technikum rolnicze w Irkucku, po czym został pomocnikiem rejonowego agronoma, a następnie zastępcą przewodniczącego kołchozu. W 1930–1931 był w Armii Czerwonej. Od 1931 pełnił funkcję dyrektora technicznego kombinatu rolniczego w Czeremchowie, później głównego agronoma rejonowego oddziału rolniczego i głównego agronoma stanicy maszynowo-traktorowej. W latach 1937–1938 był szefem wydziału Krajowego Oddziału Rolniczego w Krasnojarsku, a od 1938 do 1940 kierownikiem gatunkowobadawczej placówki państwowej. Od 1938 w WKP(b), w okresie 1940–1943 dyrektor stanicy maszynowo-traktorowej, a w latach 1943–1945 przewodniczący komitetu wykonawczego rady rejonowej w Kraju Krasnojarskim. Od 1945 do 1948 dyrektor sowchozu, od 1948 do 1954 szef Krasnojarskiego Krajowego Zarządu Gospodarki Rolnej, w 1952 zaocznie ukończył Omski Instytut Rolniczy. Od 1954 zastępca, a potem I zastępca przewodniczącego Komitetu Wykonawczego Krasnojarskiej Rady Krajowej. W latach 1956–1957 zastępca ministra gospodarki rolnej ZSRR, a w okr–si– 1957–1958 II sekretarz Komitetu Obwodowego KPK w Kustanaju. Od 1958 do stycznia 1961 minister produktów zbożowych Kazachskiej SRR, od stycznia 1961 do kwietnia 1970 I sekretarz Komitetu Obwodowego KPK w Semipałatyńsku, następnie na emeryturze. Deputowany do Rady Najwyższej ZSRR 6. kadencji. Odznaczony trzema Orderami Lenina i Orderem Czerwonego Sztandaru Pracy.